# Live MIJ
『Live MIJ』（ライブ エム・アイ・ジェー）は、2003年12月24日に発売されたSMAPのツアーDVD・VHSである。

## 概要
2003年の7月5日から9月6日に行われたSMAPによる「SMAP '03 "MIJ Tour"」の横浜国際総合競技場公演の模様が収められている。
発売当時、音楽DVD売上歴代1位（オリコン調べ）となった。
Prologueで使われていた飛行機の発想は、木村拓哉のアイディアといわれている。

## 収録

### 本編映像
※VHSではVol.1に1〜32、Vol.2に33〜43を収録。DVDではDisc 1に1〜23、Disc 2に24〜43を収録。
1. Prologue ～ 世界に一つだけの花 <organ version>
2. Flapper
3. SUMMER GATE
4. 青いイナズマ
5. MIJ Junction <World>
6. Theme of MIJ
7. SHAKE
8. はじめての夏
9. SMAP No.5
10. オリジナル スマイル[注 1]
11. la.la…Shall we Tap? - 草彅剛
12. UNPOSTED LETTER
13. 僕は君を連れてゆく
14. A Song For Your Love
15. 夏日憂歌
16. freebird
17. がんばれ王子 - 香取慎吾
18. MIJ Junction <チョナン・カン＆慎吾ママ>
19. 愛と勇気
20. 俺たちに明日はある
21. Touch Me Kiss Me - 木村拓哉・稲垣吾郎
22. トイレットペッパーマン - 中居正広[注 2]
23. Thousand Nights - 稲垣吾郎
24. FIVE RESPECT
25. ダイナマイト
26. sunrise, sunshine
27. MIJ Junction <タクヤとキムラ>
28. Easy Go Lucky! - 木村拓哉
29. たてながの自由
30. どうしても君がいい
31. 心の鏡
32. ススメ!
33. MIJ Junction <Encore>
34. 世界に一つだけの花（シングル・ヴァージョン）
35. たいせつ
36. がんばりましょう
37. らいおんハート
38. はだかの王様 〜シブトクつよく〜
39. Let It Be
40. KANSHAして
41. 夜空ノムコウ
42. Epilogue <BGM「ススメ!（Symphonic Version）」＞
43. それじゃまた

### 特典映像
※VHSではVol.2、DVDではDisc 3に収録。
1. MC
2. GORO＃2
3. タクヤとキムラ
4. スマシプ
5. 1day素マップ

## コンサートツアー
- コンサートツアー『SMAP '03 "MIJ Tour"』について記述。（★印は、追加公演）

|        | 開催日時 | 開演時間 | 会場                        |
| 2003年 | 2003年   | 2003年   | 2003年                      |
| ------ | -------- | -------- | --------------------------- |
| 1      | 7月5日   | 18:00    | 札幌ドーム                  |
| 1      | 7月6日   | 16:00    | 札幌ドーム                  |
| 2      | 7月12日  | 18:00    | 福岡ドーム                  |
| 2      | 7月13日  | 17:00    | 福岡ドーム                  |
| 2      | 7月14日  | 18:30    | 福岡ドーム                  |
| 3      | 7月19日  | 17:30    | 豊田スタジアム              |
| 3      | 7月20日  | 17:30    | 豊田スタジアム              |
| 3      | 7月21日  | 17:30    | 豊田スタジアム              |
| 4      | 7月26日  | 17:30    | 味の素スタジアム            |
| 4      | 7月27日  | 17:30    | 味の素スタジアム            |
| 4      | 7月28日  | 17:30    | 味の素スタジアム            |
| 5      | 8月2日   | 17:30    | 広島ビックアーチ            |
| 6      | 8月8日   | 18:30    | 大阪ドーム                  |
| 6      | 8月9日   | 18:00    | 大阪ドーム                  |
| 6      | 8月10日  | 17:00    | 大阪ドーム                  |
| 6      | 8月12日★ | 18:30    | 大阪ドーム                  |
| 6      | 8月13日★ | 18:30    | 大阪ドーム                  |
| 7      | 8月23日  | 17:30    | 横浜国際総合競技場          |
| 7      | 8月24日  | 17:30    | 横浜国際総合競技場          |
| 8      | 8月30日  | 17:30    | 新潟スタジアム ビッグスワン |
| 9      | 9月6日   | 17:30    | 宮城スタジアム              |